# 謝一夔

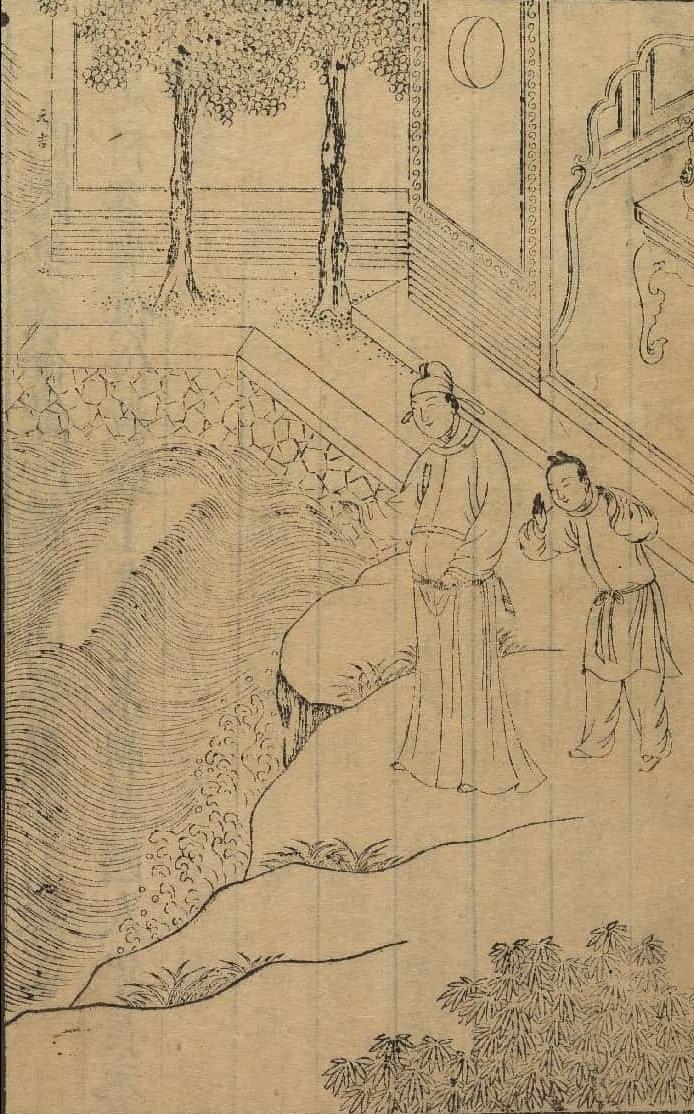
謝一夔

謝一夔（1425年—1487年），曾用名王一夔，字大韶，号约斋，江西南昌新建县人，明朝政治家、学者。父亲王得仁。

## 生平
谢一夔生于明仁宗洪熙元年（1425年）。早年受業於翰林侍讲尹直。明英宗天顺四年（1460年）庚辰科一甲一名進士（状元），原取祁順，因與皇上朱祁鎮之名相近，遂改取王一夔。授翰林院修撰，官至工部尚书，受敕太子少保，翰林学士，先后为宪宗、孝宗授学。其祖上原姓谢，元季为避难改姓，后奏请朝廷获允复姓，故又名谢一夔。卒于明宪宗成化二十三年（1487年），正德年间，追谥文庄。有《古源集》（即《谢文庄公集》）、《力余满》、《东藩唱和诗》行世。

## 家族
东晋名臣谢安之後，祖父谢永亨因避仇家，改姓王。父王得仁，曾任汀州府推官。